# Каффе
„Каффе“ е българска поп група. Група „Каффе“ представят България на Евровизия 2005 в Киев с песента си „Loraine“, и отпадат на полуфинал.
Групата съществува от 1999 под името „Баду“. През юни 2001 се преименува на „Каффе“. Групата свири и на концерти на други изпълнители като Белослава, Мария Илиева, Стоян Захариев, и група „ТРИП“, и др.
През 2003 г. издават единствения си албум „Alone“, с който печелят две години по-късно наградата „Албум на годината“ на годишните музикални награди на телевизия ММ. Други награди, които са печелели през годините са: трето място на „Златния елен“ 2003 г. в град Брашов, Румъния; награда за група на „Мело ТВ мания“ през 2004 г. Пикът на популярността на групата идва с победата ѝ на първия конкурс за българска песен на „Евровизия“ през 2005 г.
През 2006 г. членовете на групата вземат решение да спрат изявите си като група и се насочват към солова кариера. Музикантите от групата и до днес имат редица творчески изяви както на българската, така и на международната сцени, Милен Кукошаров – кийборд, Валери Ценков – барабани, Георги Янев – китара, Мартин Ташев – тромпет, Венцеслав Марков – бас китара и Веселин Веселинов (Еко) – бас китара.